# روبرت إي. لانغدون جونيور
روبرت إي. لانغدون جونيور (بالإنجليزية: Robert E. Langdon, Jr.)‏ هو مهندس معماري أمريكي، ولد في 1916 في كونسيل بلوفس في الولايات المتحدة، وتوفي في 13 أغسطس 2004 في باسادينا في الولايات المتحدة.